# Attunga
Attunga é pequena comunidade agrícola localizada no estado australiano da Nova Gales do Sul. A sua população, segundo o censo de 2006, era de 633 habitantes.